# Фабіо Каннаваро
Фа́біо Каннава́ро (*13 вересня 1973, Неаполь) — італійський футболіст, що грав на позиції центрального захисника. Один з лідерів національної збірної Італії за кількістю проведених у її складі матчів. Багаторічний капітан італійської національної команди (79 разів виводив її на поле з капітанською пов'язкою).
Чемпіон світу 2006 року. Найкращий футболіст світу 2006 року.
Швидкий, добре читав гру, попри невисокий зріст (176 см) непогано грав головою. Старший брат Паоло Каннаваро.
По завершенні ігрової кар'єри — тренер. З 2017 року очолює тренерський штаб команди «Гуанчжоу Евергранд».

## Біографія
Народився 13 вересня 1973 року у Неаполі. Кумири юного Фабіо — Дієґо Марадона та Чиро Феррара.
Почав грати у футбол у восьмирічному віці. Вже через три роки потрапив у футбольну школу «Наполі». Подавав м'ячі футболістам під час матчів цього клубу, в тому числі і знаменитому Дієго Марадоні. За основну команду клубу Фабіо дебютував у сезоні 1992/93, а всього в «Наполі» він провів три сезони.
У 1995-му захисник перебрався в Парму, де до нього прийшли і перші трофеї. Разом з клубом Фабіо двічі вигравав Кубок Італії, а також Суперкубок і Кубок УЄФА. Всього за пармезанців він виступав протягом семи сезонів, провівши за цей час тільки в Серії А 212 матчів і відзначившись у них 5 голами.
22 лютого 1997 року дебютував у збірній Італії.
Влітку 2002-го футболіст пішов на підвищення і перебрався в Інтернаціонале, однак у міланському клубі кар'єра Фабіо не вдалася. Так, у першому своєму сезоні в «нерадзуррі» футболіст дійшов до півфіналу Ліги чемпіонів, проте велику частину наступного він пропустив через травму.
Після чемпіонату світу та корупційних скандалів навколо «Ювентуса» влітку 2006 перебрався до мадридського «Реала». Влітку 2009 року повернувся до «Ювентуса». 8 листопада 2009 року Каннаваро провів свій 400-й матч в Серії A.
2 червня 2010 року Каннаваро перейшов в клуб «Аль-Ахлі» (Дубай), підписавши контракт на два роки. Сам Фабіо хотів завершити кар'єру в «Наполі», де починав грати, але керівництво клубу не хотіло підписувати контракт із захисником.
25 червня 2010 року Каннаваро оголосив, що завершує кар'єру у збірній, у складі якої зіграв 136 матчів, що є рекордом.
9 липня 2011 року Фабіо оголосив про завершення професійної кар'єри гравця через травму коліна. У 2012 році планувалася його участь у новій футбольній лізі Індії — Бенгальській прем'єр-лізі, проте цей турнір, так і не стартував.
У 2012 році отримав кваліфікацію «професійний тренер другої категорії». Це стало можливим завдяки спеціальним курсам, які колишня зірка Серії A пройшла в кінці весни — початку літа 2012 року.
Після його виходу на пенсію, 25 серпня 2011 року Каннаваро був призначений технічним консультантом «Аль-Ахлі». У липні 2013 року став новим головним тренером «Аль-Аглі», з яким виграв Про-Лігу ОАЕ і Кубок Ліги ОАЕ.
У червні 2014 року Каннаваро був пов'язаний з тренерським штабом клубу «Реал Мадрид», де мав замінити Зінедіна Зідана як помічника тренера Карло Анчелотті. Тим не менше на цю посаду був приначений Фернандо Єрро.
5 листопада 2014 року Каннаваро був названий новим головним тренером клубу китайської Суперліги «Гуанчжоу Евергранд», замінивши іншого італійця Марчелло Ліппі. 4 червня 2015 року «Гуанчжоу» несподівано оголосив, що Каннаваро був замінений на Луїс Феліпе Сколарі після матчу Суперліги проти «Тяньцзинь Теда».
24 жовтня 2015 року Каннаваро був призначений новим головним тренером клубу Саудівської Аравії «Аль-Наср» (Ер-Ріяд), замінивши Хорхе да Сілву. 11 лютого 2016 року Каннаваро скасував свій контракт з «Аль-Насром».
9 червня 2016 року Каннаваро став новим менеджером клубу «Тяньцзінь Сунцзян», замінивши Вандерлея Лушембурго, і в тому ж році виграв з командою другий дивізіон Китаю, вивівши її до Суперліги.

## Статистика виступів

### Статистика клубних виступів
| Сезон                      | Команда                    | Чемпіонат                  | Чемпіонат | Чемпіонат | Національний кубок | Національний кубок | Національний кубок | Континентальні кубки | Континентальні кубки | Континентальні кубки | Інші змагання | Інші змагання | Інші змагання | Усього | Усього |
| Сезон                      | Команда                    | Ліга                       | Ігор      | Голів     | Ліга               | Ігор               | Голів              | Ліга                 | Ігор                 | Голів                | Ліга          | Ігор          | Голів         | Ігор   | Голів  |
| -------------------------- | -------------------------- | -------------------------- | --------- | --------- | ------------------ | ------------------ | ------------------ | -------------------- | -------------------- | -------------------- | ------------- | ------------- | ------------- | ------ | ------ |
| 1992–93                    | «Наполі»                   | A                          | 2         | 0         | КІ                 | 1                  | 0                  | -                    | -                    | -                    | -             | -             | -             | 3      | 0      |
| 1993–94                    | «Наполі»                   | A                          | 27        | 0         | КІ                 | 2                  | 0                  | -                    | -                    | -                    | -             | -             | -             | 29     | 0      |
| 1994–95                    | «Наполі»                   | A                          | 29        | 1         | КІ                 | 4                  | 0                  | КУЄФА                | 3                    | 0                    | -             | -             | -             | 36     | 1      |
| Усього за «Наполі»         | Усього за «Наполі»         | Усього за «Наполі»         | 58        | 1         |                    | 7                  | 0                  |                      | 3                    | 0                    |               | -             | -             | 68     | 1      |
| 1995–96                    | «Парма»                    | A                          | 29        | 1         | КІ                 | 1                  | 0                  | КЧ                   | 6                    | 0                    | -             | -             | -             | 36     | 1      |
| 1996–97                    | «Парма»                    | A                          | 27        | 0         | КІ                 | 1                  | 0                  | КУЄФА                | 2                    | 0                    | -             | -             | -             | 30     | 0      |
| 1997–98                    | «Парма»                    | A                          | 31        | 0         | КІ                 | 6                  | 0                  | ЛЧ                   | 7                    | 0                    | -             | -             | -             | 44     | 0      |
| 1998–99                    | «Парма»                    | A                          | 30        | 1         | КІ                 | 7                  | 0                  | КУЄФА                | 8                    | 0                    | -             | -             | -             | 45     | 1      |
| 1999–00                    | «Парма»                    | A                          | 31+1      | 2         | КІ                 | 3                  | 0                  | ЛЧ                   | 9                    | 1                    | СІ            | 1             | 0             | 45     | 3      |
| 2000–01                    | «Парма»                    | A                          | 33        | 0         | КІ                 | 5                  | 0                  | КУЄФА                | 5                    | 0                    | -             | -             | -             | 43     | 0      |
| 2001–02                    | «Парма»                    | A                          | 31        | 0         | КІ                 | 5                  | 0                  | КУЄФА                | 9                    | 0                    | -             | -             | -             | 45     | 0      |
| Усього за «Парму»          | Усього за «Парму»          | Усього за «Парму»          | 212+1     | 4         |                    | 28                 | 0                  |                      | 46                   | 1                    |               | 1             | 0             | 288    | 5      |
| 2002–03                    | «Інтернаціонале»           | A                          | 28        | 0         | КІ                 | 0                  | 0                  | ЛЧ                   | 12                   | 1                    | -             | -             | -             | 40     | 1      |
| 2003–04                    | «Інтернаціонале»           | A                          | 22        | 2         | КІ                 | 3                  | 0                  | ЛЧ                   | 9                    | 0                    | -             | -             | -             | 34     | 2      |
| Усього за «Інтернаціонале» | Усього за «Інтернаціонале» | Усього за «Інтернаціонале» | 50        | 2         |                    | 3                  | 0                  |                      | 21                   | 1                    |               | -             | -             | 74     | 3      |
| 2004–05                    | «Ювентус»                  | A                          | 38        | 2         | КІ                 | 0                  | 0                  | ЛЧ                   | 9                    | 1                    | -             | -             | -             | 47     | 3      |
| 2005–06                    | «Ювентус»                  | A                          | 36        | 4         | КІ                 | 2                  | 0                  | ЛЧ                   | 9                    | 0                    | СІ            | 1             | 0             | 48     | 4      |
| 2006–07                    | «Реал Мадрид»              | ПД                         | 32        | 0         | КІ                 | 1                  | 0                  | ЛЧ                   | 6                    | 0                    | -             | -             | -             | 39     | 0      |
| 2007–08                    | «Реал Мадрид»              | ПД                         | 33        | 0         | КІ                 | 1                  | 0                  | ЛЧ                   | 6                    | 0                    | СІ            | 2             | 1             | 42     | 1      |
| 2008–09                    | «Реал Мадрид»              | ПД                         | 29        | 0         | КІ                 | 1                  | 0                  | ЛЧ                   | 7                    | 0                    | -             | -             | -             | 37     | 0      |
| Усього за «Реал Мадрид»    | Усього за «Реал Мадрид»    | Усього за «Реал Мадрид»    | 94        | 0         |                    | 3                  | 0                  |                      | 19                   | 0                    |               | 2             | 1             | 118    | 1      |
| 2009–10                    | «Ювентус»                  | A                          | 27        | 0         | КІ                 | 1                  | 0                  | ЛЧ+ЛЄ                | 3+2                  | 0                    | -             | -             | -             | 33     | 0      |
| Усього за «Ювентус»        | Усього за «Ювентус»        | Усього за «Ювентус»        | 101       | 6         |                    | 3                  | 0                  |                      | 23                   | 1                    |               | 1             | 0             | 128    | 7      |
| 2010–11                    | «Аль-Аглі» (Дубай)         | АЛ                         | 16        | 2         | КП                 | 0                  | 0                  | -                    | -                    | -                    | -             | -             | -             | 16     | 2      |
| Усього за кар'єру          | Усього за кар'єру          | Усього за кар'єру          | 531+1     | 15        |                    | 44                 | 0                  |                      | 112                  | 3                    |               | 4             | 1             | 692    | 19     |

### Статистика виступів за збірну
| Дата       | Місто            | Господарі            | Результат             | Гості                | Турнір                | Голи | Примітки          |
| ---------- | ---------------- | -------------------- | --------------------- | -------------------- | --------------------- | ---- | ----------------- |
| 22-1-1997  | Палермо          | Італія               | 2 – 0                 | Північна Ірландія    | товариський матч      | -    | 72'               |
| 12-2-1997  | Лондон           | Англія               | 0 – 1                 | Італія               | Відбір до ЧС 1998     | -    |                   |
| 29-3-1997  | Трієст           | Італія               | 3 – 0                 | Молдова              | Відбір до ЧС 1998     | -    |                   |
| 2-4-1997   | Хожув            | Польща               | 0 – 0                 | Італія               | Відбір до ЧС 1998     | -    |                   |
| 30-4-1997  | Неаполь          | Італія               | 3 – 0                 | Польща               | Відбір до ЧС 1998     | -    |                   |
| 4-6-1997   | Нант             | Італія               | 0 – 2                 | Англія               | товариський турнір    | -    |                   |
| 8-6-1997   | Ліон             | Італія               | 3 – 3                 | Бразилія             | товариський турнір    | -    |                   |
| 11-6-1997  | Париж            | Італія               | 2 – 2                 | Франція              | товариський турнір    | -    |                   |
| 10-9-1997  | Тбілісі          | Грузія               | 0 – 0                 | Італія               | Відбір до ЧС 1998     | -    |                   |
| 11-10-1997 | Рим              | Італія               | 0 – 0                 | Англія               | Відбір до ЧС 1998     | -    |                   |
| 29-10-1997 | Москва           | Росія                | 1 – 1                 | Італія               | Відбір до ЧС 1998     | -    |                   |
| 15-11-1997 | Неаполь          | Італія               | 1 – 0                 | Росія                | Відбір до ЧС 1998     | -    |                   |
| 22-4-1998  | Парма            | Італія               | 3 – 1                 | Парагвай             | товариський матч      | -    |                   |
| 2-6-1998   | Гетеборг         | Швеція               | 1 – 0                 | Італія               | товариський матч      | -    |                   |
| 11-6-1998  | Бордо            | Італія               | 2 – 2                 | Чилі                 | ЧС 1998 - 1-й етап    | -    |                   |
| 17-6-1998  | Монпельє         | Італія               | 3 – 0                 | Камерун              | ЧС 1998 - 1-й етап    | -    |                   |
| 23-6-1998  | Сен-Дені         | Італія               | 2 – 1                 | Австрія              | ЧС 1998 - 1-й етап    | -    |                   |
| 27-6-1998  | Марсель          | Італія               | 1 – 0                 | Норвегія             | ЧС 1998 - 1/8 фіналу  | -    |                   |
| 3-7-1998   | Париж            | Італія               | 0 – 0 д.ч. (3-4 п.п.) | Франція              | ЧС 1998 - чвертьфінал | -    |                   |
| 5-9-1998   | Ліверпуль        | Уельс                | 0 – 2                 | Італія               | Відбір до ЧЄ 2000     | -    |                   |
| 10-10-1998 | Удіне            | Італія               | 2 – 0                 | Швейцарія            | Відбір до ЧЄ 2000     | -    |                   |
| 18-11-1998 | Салерно          | Італія               | 2 – 2                 | Іспанія              | товариський матч      | -    |                   |
| 16-12-1998 | Рим              | Італія               | 6 – 2                 | Зірки світу          | товариський матч      | -    |                   |
| 10-2-1999  | Піза             | Італія               | 0 – 0                 | Норвегія             | товариський матч      | -    |                   |
| 27-3-1999  | Копенгаген       | Данія                | 1 – 2                 | Італія               | Відбір до ЧЄ 2000     | -    |                   |
| 31-3-1999  | Анкона           | Італія               | 1 – 1                 | Білорусь             | Відбір до ЧЄ 2000     | -    |                   |
| 5-6-1999   | Болонья          | Італія               | 4 – 0                 | Уельс                | Відбір до ЧЄ 2000     | -    |                   |
| 9-6-1999   | Лозанна          | Швейцарія            | 0 – 0                 | Італія               | Відбір до ЧЄ 2000     | -    |                   |
| 8-9-1999   | Неаполь          | Італія               | 2 – 3                 | Данія                | Відбір до ЧЄ 2000     | -    |                   |
| 9-10-1999  | Мінськ           | Білорусь             | 0 – 0                 | Італія               | Відбір до ЧЄ 2000     | -    |                   |
| 13-11-1999 | Лечче            | Італія               | 1 – 3                 | Бельгія              | товариський матч      | -    |                   |
| 23-2-2000  | Палермо          | Італія               | 1 – 0                 | Швеція               | товариський матч      | -    |                   |
| 29-3-2000  | Барселона        | Іспанія              | 2 – 0                 | Італія               | товариський матч      | -    |                   |
| 26-4-2000  | Реджо-Калабрія   | Італія               | 2 – 0                 | Португалія           | товариський матч      | -    |                   |
| 3-6-2000   | Осло             | Норвегія             | 1 – 0                 | Італія               | товариський матч      | -    |                   |
| 11-6-2000  | Арнем            | Туреччина            | 1 – 2                 | Італія               | ЧЄ 2000 - 1-й етап    | -    |                   |
| 14-6-2000  | Брюссель         | Італія               | 2 – 0                 | Бельгія              | ЧЄ 2000 - 1-й етап    | -    |                   |
| 19-6-2000  | Ейндговен        | Італія               | 2 – 1                 | Швеція               | ЧЄ 2000 - 1-й етап    | -    |                   |
| 24-6-2000  | Брюссель         | Італія               | 2 – 0                 | Румунія              | ЧЄ 2000 - чвертьфінал | -    |                   |
| 29-6-2000  | Амстердам        | Італія               | 0 – 0 д.ч. (3-1 п.п.) | Нідерланди           | ЧЄ 2000 - півфінал    | -    |                   |
| 2-7-2000   | Роттердам        | Франція              | 2 – 1                 | Італія               | ЧЄ 2000 - Фінал       | -    | 2-ге місце        |
| 3-9-2000   | Будапешт         | Угорщина             | 2 – 2                 | Італія               | Відбір до ЧС 2002     | -    |                   |
| 7-10-2000  | Мілан            | Італія               | 3 – 0                 | Румунія              | Відбір до ЧС 2002     | -    |                   |
| 11-10-2000 | Анкона           | Італія               | 2 – 0                 | Грузія               | Відбір до ЧС 2002     | -    |                   |
| 15-11-2000 | Турин            | Італія               | 1 – 0                 | Англія               | товариський матч      | -    | 66'               |
| 28-2-2001  | Рим              | Італія               | 1 – 2                 | Аргентина            | товариський матч      | -    |                   |
| 24-3-2001  | Бухарест         | Румунія              | 0 – 2                 | Італія               | Відбір до ЧС 2002     | -    |                   |
| 28-3-2001  | Трієст           | Італія               | 4 – 0                 | Литва                | Відбір до ЧС 2002     | -    |                   |
| 25-4-2001  | Перуджа          | Італія               | 1 – 0                 | ПАР                  | товариський матч      | -    |                   |
| 2-6-2001   | Тбілісі          | Грузія               | 1 – 2                 | Італія               | Відбір до ЧС 2002     | -    |                   |
| 1-9-2001   | Каунас           | Литва                | 0 – 0                 | Італія               | Відбір до ЧС 2002     | -    |                   |
| 5-9-2001   | П'яченца         | Італія               | 1 – 0                 | Марокко              | товариський матч      | -    |                   |
| 6-10-2001  | Парма            | Італія               | 1 – 0                 | Угорщина             | Відбір до ЧС 2002     | -    |                   |
| 7-11-2001  | Сайтама          | Японія               | 1 – 1                 | Італія               | товариський матч      | -    |                   |
| 13-2-2002  | Катанія          | Італія               | 1 – 0                 | США                  | товариський матч      | -    |                   |
| 27-3-2002  | Лідс             | Англія               | 1 – 2                 | Італія               | товариський матч      | -    |                   |
| 17-4-2002  | Мілан            | Італія               | 1 – 1                 | Уругвай              | товариський матч      | -    |                   |
| 18-5-2002  | Прага            | Чехія                | 1 – 0                 | Італія               | товариський матч      | -    |                   |
| 3-6-2002   | Саппоро          | Італія               | 2 – 0                 | Еквадор              | ЧС 2002 - 1-й етап    | -    |                   |
| 8-6-2002   | Касіма (Ібаракі) | Італія               | 1 – 2                 | Хорватія             | ЧС 2002 - 1-й етап    | -    |                   |
| 13-6-2002  | Ойта             | Італія               | 1 – 1                 | Мексика              | ЧС 2002 - 1-й етап    | -    |                   |
| 21-8-2002  | Трієст           | Італія               | 0 – 1                 | Словенія             | товариський матч      | -    | Дебют як капітана |
| 7-9-2002   | Баку             | Азербайджан          | 0 – 2                 | Італія               | Відбір до ЧЄ 2004     | -    |                   |
| 12-10-2002 | Неаполь          | Італія               | 1 – 1                 | Сербія та Чорногорія | Відбір до ЧЄ 2004     | -    |                   |
| 16-10-2002 | Кардіфф          | Уельс                | 2 – 1                 | Італія               | Відбір до ЧЄ 2004     | -    |                   |
| 20-11-2002 | Пескара          | Італія               | 1 – 1                 | Туреччина            | товариський матч      | -    |                   |
| 12-2-2003  | Генуя            | Італія               | 1 – 0                 | Португалія           | товариський матч      | -    |                   |
| 29-3-2003  | Палермо          | Італія               | 2 – 0                 | Фінляндія            | Відбір до ЧЄ 2004     | -    |                   |
| 3-6-2003   | Кампобассо       | Італія               | 2 – 0                 | Північна Ірландія    | товариський матч      | -    |                   |
| 11-6-2003  | Гельсінкі        | Фінляндія            | 0 – 2                 | Італія               | Відбір до ЧЄ 2004     | -    |                   |
| 20-8-2003  | Штутгарт         | Німеччина            | 0 – 1                 | Італія               | товариський матч      | -    |                   |
| 6-9-2003   | Мілан            | Італія               | 4 – 0                 | Уельс                | Відбір до ЧЄ 2004     | -    |                   |
| 10-9-2003  | Белград          | Сербія та Чорногорія | 1 – 1                 | Італія               | Відбір до ЧЄ 2004     | -    |                   |
| 11-10-2003 | Реджо-Калабрія   | Італія               | 4 – 0                 | Азербайджан          | Відбір до ЧЄ 2004     | -    |                   |
| 12-11-2003 | Варшава          | Польща               | 3 – 1                 | Італія               | товариський матч      | -    |                   |
| 16-11-2003 | Анкона           | Італія               | 1 – 0                 | Румунія              | товариський матч      | -    |                   |
| 28-4-2004  | Генуя            | Італія               | 1 – 1                 | Іспанія              | товариський матч      | -    |                   |
| 30-5-2004  | Туніс (місто)    | Туніс                | 0 – 4                 | Італія               | товариський матч      | 1    |                   |
| 14-6-2004  | Гімарайнш        | Данія                | 0 – 0                 | Італія               | ЧЄ 2004 - 1-й етап    | -    |                   |
| 18-6-2004  | Порту            | Італія               | 1 – 1                 | Швеція               | ЧЄ 2004 - 1-й етап    | -    |                   |
| 9-10-2004  | Целє (місто)     | Словенія             | 1 – 0                 | Італія               | Відбір до ЧС 2006     | -    |                   |
| 13-10-2004 | Парма            | Італія               | 4 – 3                 | Білорусь             | Відбір до ЧС 2006     | -    |                   |
| 9-2-2005   | Кальярі          | Італія               | 2 – 0                 | Росія                | товариський матч      | -    |                   |
| 26-3-2005  | Мілан            | Італія               | 2 – 0                 | Шотландія            | Відбір до ЧС 2006     | -    |                   |
| 4-6-2005   | Осло             | Норвегія             | 0 – 0                 | Італія               | Відбір до ЧС 2006     | -    |                   |
| 17-8-2005  | Дублін           | Ірландія             | 1 – 2                 | Італія               | товариський матч      | -    |                   |
| 3-9-2005   | Глазго           | Шотландія            | 1 – 1                 | Італія               | Відбір до ЧС 2006     | -    |                   |
| 7-9-2005   | Мінськ           | Білорусь             | 1 – 4                 | Італія               | Відбір до ЧС 2006     | -    |                   |
| 8-10-2005  | Палермо          | Італія               | 1 – 0                 | Словенія             | Відбір до ЧС 2006     | -    |                   |
| 12-11-2005 | Амстердам        | Нідерланди           | 1 – 3                 | Італія               | товариський матч      | -    |                   |
| 1-3-2006   | Флоренція        | Італія               | 4 – 1                 | Німеччина            | товариський матч      | -    |                   |
| 31-5-2006  | Женева           | Швейцарія            | 1 – 1                 | Італія               | товариський матч      | -    |                   |
| 2-6-2006   | Лозанна          | Італія               | 0 – 0                 | Україна              | товариський матч      | -    |                   |
| 12-6-2006  | Ганновер         | Італія               | 2 – 0                 | Гана                 | ЧС 2006 - 1-й етап    | -    |                   |
| 17-6-2006  | Кайзерслаутерн   | Італія               | 1 – 1                 | США                  | ЧС 2006 - 1-й етап    | -    |                   |
| 22-6-2006  | Гамбург          | Чехія                | 0 – 2                 | Італія               | ЧС 2006 - 1-й етап    | -    |                   |
| 26-6-2006  | Кайзерслаутерн   | Італія               | 1 – 0                 | Австралія            | ЧС 2006 - 1/8 фіналу  | -    |                   |
| 30-6-2006  | Гамбург          | Італія               | 3 – 0                 | Україна              | ЧС 2006 - чвертьфінал | -    |                   |
| 4-7-2006   | Дортмунд         | Німеччина            | 0 – 2 д.ч.            | Італія               | ЧС 2006 - півфінал    | -    |                   |
| 9-7-2006   | Берлін           | Італія               | 1 – 1 д.ч. (5-3 п.п.) | Франція              | ЧС 2006 - Фінал       | -    | 4-й титул         |
| 2-9-2006   | Неаполь          | Італія               | 1 – 1                 | Литва                | Відбір до ЧЄ 2008     | -    |                   |
| 6-9-2006   | Париж            | Франція              | 3 – 1                 | Італія               | Відбір до ЧЄ 2008     | -    |                   |
| 7-10-2006  | Рим              | Італія               | 2 – 0                 | Україна              | Відбір до ЧЄ 2008     | -    |                   |
| 11-10-2006 | Тбілісі          | Грузія               | 1 – 3                 | Італія               | Відбір до ЧЄ 2008     | -    |                   |
| 15-11-2006 | Бергамо          | Італія               | 1 – 1                 | Туреччина            | товариський матч      | -    |                   |
| 28-3-2007  | Барі             | Італія               | 2 – 0                 | Шотландія            | Відбір до ЧЄ 2008     | -    |                   |
| 2-6-2007   | Торсгавн         | Фарерські острови    | 1 – 2                 | Італія               | Відбір до ЧЄ 2008     | -    |                   |
| 6-6-2007   | Каунас           | Литва                | 0 – 2                 | Італія               | Відбір до ЧЄ 2008     | -    |                   |
| 22-8-2007  | Будапешт         | Угорщина             | 3 – 1                 | Італія               | товариський матч      | -    |                   |
| 8-9-2007   | Мілан            | Італія               | 0 – 0                 | Франція              | Відбір до ЧЄ 2008     | -    |                   |
| 12-9-2007  | Київ             | Україна              | 1 – 2                 | Італія               | Відбір до ЧЄ 2008     | -    |                   |
| 17-11-2007 | Глазго           | Шотландія            | 1 – 2                 | Італія               | Відбір до ЧЄ 2008     | -    |                   |
| 21-11-2007 | Модена           | Італія               | 3 – 1                 | Фарерські острови    | Відбір до ЧЄ 2008     | -    |                   |
| 6-2-2008   | Цюрих            | Італія               | 3 – 1                 | Португалія           | товариський матч      | 1    |                   |
| 26-3-2008  | Ельче            | Іспанія              | 1 – 0                 | Італія               | товариський матч      | -    |                   |
| 30-5-2008  | Флоренція        | Італія               | 3 – 1                 | Бельгія              | товариський матч      | -    |                   |
| 6-9-2008   | Ларнака          | Кіпр                 | 1 – 2                 | Італія               | Відбір до ЧС 2010     | -    |                   |
| 10-9-2008  | Удіне            | Італія               | 2 – 0                 | Грузія               | Відбір до ЧС 2010     | -    |                   |
| 11-10-2008 | Софія (місто)    | Болгарія             | 0 – 0                 | Італія               | Відбір до ЧС 2010     | -    |                   |
| 15-10-2008 | Лечче            | Італія               | 2 – 1                 | Чорногорія           | Відбір до ЧС 2010     | -    |                   |
| 19-11-2008 | Афіни            | Греція               | 1 – 1                 | Італія               | товариський матч      | -    |                   |
| 10-2-2009  | Лондон           | Бразилія             | 2 – 0                 | Італія               | товариський матч      | -    |                   |
| 28-3-2009  | Подгориця        | Чорногорія           | 0 – 2                 | Італія               | Відбір до ЧС 2010     | -    |                   |
| 1-4-2009   | Барі             | Італія               | 1 – 1                 | Ірландія             | Відбір до ЧС 2010     | -    |                   |
| 18-6-2009  | Йоганнесбург     | Єгипет               | 1 – 0                 | Італія               | Кубок Конфедерацій    | -    |                   |
| 21-6-2009  | Преторія         | Італія               | 0 – 3                 | Бразилія             | Кубок Конфедерацій    | -    |                   |
| 12-8-2009  | Базель           | Швейцарія            | 0 – 0                 | Італія               | товариський матч      | -    |                   |
| 5-9-2009   | Тбілісі          | Грузія               | 0 – 2                 | Італія               | Відбір до ЧС 2010     | -    |                   |
| 9-9-2009   | Турин            | Італія               | 2 – 0                 | Болгарія             | Відбір до ЧС 2010     | -    |                   |
| 14-10-2009 | Парма            | Італія               | 3 – 2                 | Кіпр                 | Відбір до ЧС 2010     | -    |                   |
| 14-11-2009 | Пескара          | Італія               | 0 – 0                 | Нідерланди           | товариський матч      | -    |                   |
| 3-3-2010   | Монако           | Італія               | 0 – 0                 | Камерун              | товариський матч      | -    |                   |
| 3-6-2010   | Брюссель         | Італія               | 1 – 2                 | Мексика              | товариський матч      | -    |                   |
| 14-6-2010  | Кейптаун         | Італія               | 1 – 1                 | Парагвай             | ЧС 2010 - 1-й етап    | -    |                   |
| 20-6-2010  | Нельспрюйт       | Італія               | 1 – 1                 | Нова Зеландія        | ЧС 2010 - 1-й етап    | -    |                   |
| 24-6-2010  | Йоганнесбург     | Словаччина           | 3 – 2                 | Італія               | ЧС 2010 - 1-й етап    | -    |                   |
| Усього     |                  | Матчів (2 місце)     | 136                   |                      | Голів                 | 2    |                   |

## Титули та досягнення

### Гравець
| «Парма» - Володар Кубка УЄФА: 1998-99 - Володар Кубка Італії (2): 1998-99, 2001-02 - Володар Суперкубка Італії: 1999 «Ювентус» - Чемпіон Італії (2): 2004-05, 2005-06 «Реал Мадрид» - Чемпіон Іспанії (2): 2006-07, 2007-08 - Володар Суперкубка Іспанії: 2008 Збірна Італії - Чемпіон Європи (U-21): 1994, 1996 - Віце-чемпіон Європи: 2000 - Чемпіон світу: 2006 | - Кращий футболіст світу (за версією FIFA): 2006 - Кращий футболіст світу (за версією «World Soccer»): 2006 - Володар «Золотого м'яча» кращого футболіста Європи: 2006 - Володар «Срібного м'яча» другого футболіста чемпіонату світу: 2006 - Італійський футболіст року: 2006 - Футболіст року в Італії: 2006 - Найкращий футбольний захисник року в Італії (2): 2005, 2006 - Входить до складу символічної збірної Європи за версією ESM: 2005 - Входить до складу символічної збірної сезону УЄФА: 2006 - Член збірної FIFPro (2): 2006, 2007 - Входить до складу символічної збірної чемпіонату Європи 2000 року - Член символічної збірної чемпіонату світу 2006 року - Введений в Залу слави італійського футболу: 2014 - Офіцер ордена «За заслуги перед Італійською Республікою» (2006) - Кавалер ордена «За заслуги перед Італійською Республікою» (2000) |

### Тренер
- Чемпіон Китаю (1):

«Гуанчжоу Евергранд»: 2019
- Володар Суперкубка Китаю (1):

«Гуанчжоу Евергранд»: 2018